# 环面纽结

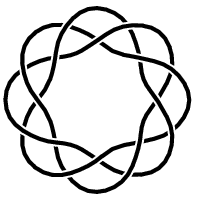
(3,8)环面纽结

在纽结理论中，环面纽结（torus knot）是一种特殊的结。它由一对整参数p和q决定。
(p,q)-环面纽结可以表示为：
{\displaystyle x=\left(2+\cos \left({\frac {q\phi }{p}}\right)\right)\cos \phi }
{\displaystyle y=\left(2+\cos \left({\frac {q\phi }{p}}\right)\right)\sin \phi }
{\displaystyle z=\sin \left({\frac {q\phi }{p}}\right)}
这个纽结所处的平面为 (r − 2)2 + z2 = 1（以圓柱坐標系表示）。

## 性质

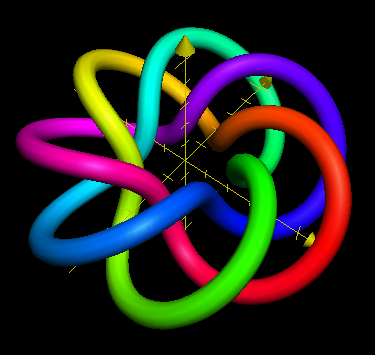
由Apple Grapher(Mac OS X v10內附的軟體)繪製的3D立體(3,7)环面纽结

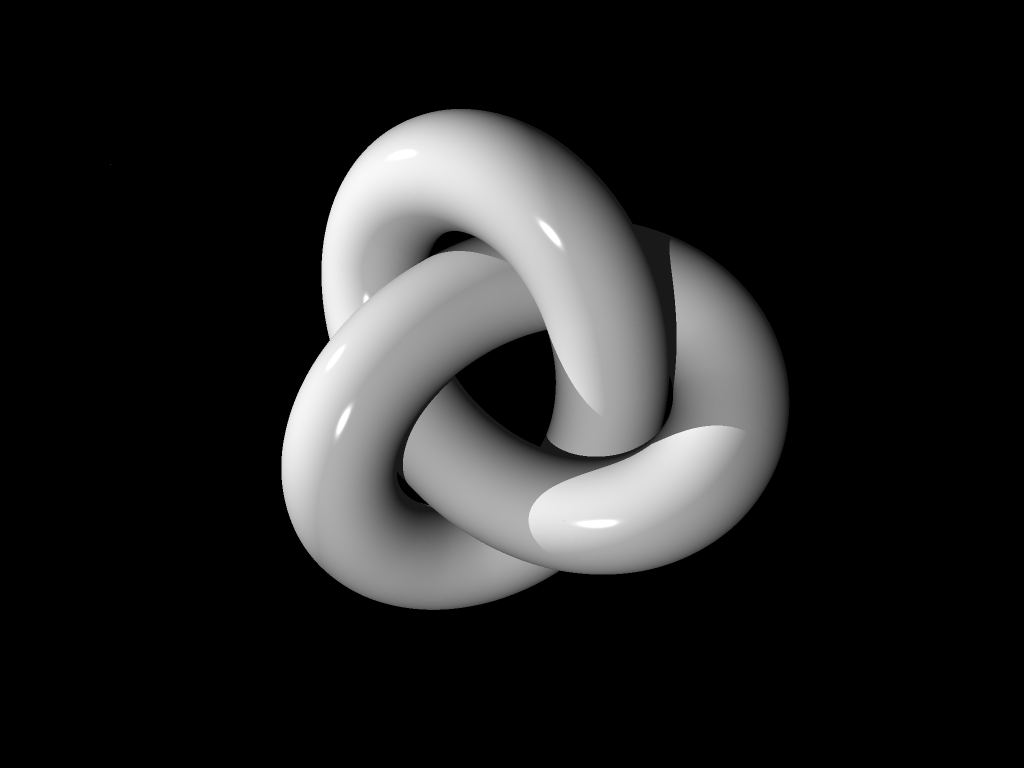
三叶结是典型的(3,2)环面纽结

环面纽结的交叉数：
c = min((p−1)q, (q−1)p).
种类数：
{\displaystyle g={\frac {1}{2}}(p-1)(q-1).}
右手侧镜像的衍生数：
{\displaystyle t^{(p-1)(q-1)/2}{\frac {1-t^{p+1}-t^{q+1}+t^{p+q}}{1-t^{2}}}.}
结组数：
{\displaystyle \langle x,y\mid x^{p}=y^{q}\rangle .}